# Іново
І́ново (болг. Иново) — село у Видинській області Болгарії. Входить до складу общини Видин.

## Населення
За даними перепису населення 2011 року у селі проживали 717 осіб, з них 699 осіб (99,4 %) — болгари.
Розподіл населення за віком у 2011 році:
Динаміка населення: